# Геласий Нюйоркски
Геласий е висш български православен духовник, нюйоркски митрополит на Българската православна църква от 1987 до 1989 година.

## Биография
Роден е като Георги Костов Михайлов в град Варна на 1 май 1933 г. в семейството на бежанци от град Ресен, Македония. Завършва Софийската духовна семинария през 1953 г. и Духовната академия „Свети Климент Охридски“ през 1957 г. На 13 април 1957 приема монашеско пострижение в Рилската света обител от игумена Варлаам Стобийски под старчеството на архимандрит Евлогий Рилски. Специализира в Московската духовна академия. За съчинението си „Пастирският елемент в трудовете на руските богослови през XlX и XX в.“ е удостоен с научната степен „кандидат на богословските науки“.
Завръща се в България и е назначен за възпитател-ефимерий в Духовната академия през 1964 г. От 1 октомври 1968 г. до 31 юли 1977 г. е игумен на Троянския манастир, а от 1 август 1977 до 30 ноември 1982 е игумен на Рилския манастир. На 7 май 1978 г. в патриаршеската катедрала „Свети Александър Невски“ е ръкоположен за епископ с титлата крупнишки. През 1982 г. епископ Геласий Крупнишки е назначен за главен секретар на Светия синод.
На 2 декември 1987 г. е избран от Светия синод за нюйоркски митрополит, като този пост заема до 18 декември 1989 г.
След това две години, поради здравословните проблеми на митрополит Софроний Доростолски и Червенски, управлява Доростолската и Червенска епархия, а по-късно Силистренската духовна околия до възстановяването на Доростолската епархия през 2001 г. С решение на Светия синод се титулува бивш Нюйоркски митрополит. Известен като най-добрия български майстор на архиерейски корони (митри).
Почива на 10 март 2004 г. вследствие на получения на 2 март инсулт. Погребан е в гробището на Рилския манастир.